# Terfener Tunnel
| Spurweite: | 1435 mm (Normalspur) |                                         |                                         |
| Stromsystem: | 15 kV 16,7 Hz ~      |                                         |                                         |
| Streckengeschwindigkeit: | 220 km/h             |                                         |                                         |
| |                      |                                         |                                         |
| \| \| 43,853 \| Abzw Knoten Stans Sns \| Abzw Knoten Stans Sns \| \| \| \| Selbstblock Sns 1N \| \| \| \| 45,274 \| Ostportal Abschnitt Stans – Terfens \| Ostportal Abschnitt Stans – Terfens \| \| \| 48,338 \| Selbstblock Sns 2N \| Selbstblock Sns 2N \| \| \| 50,200 \| Überholbf Vomp \| Überholbf Vomp \| \| \| 51,435 \| Selbstblock Sns 3N \| Selbstblock Sns 3N \| \| \| 55,445 \| Selbstblock Sns 4N \| Selbstblock Sns 4N \| \| \| 55,855 \| Galerie Terfens \| Galerie Terfens \| \| \| 57,185 \| Unterflurstrecke Fritzens – Baumkirchen \| Unterflurstrecke Fritzens – Baumkirchen \| \| \| 58,820 \| Selbstblock Sns 5N \| Selbstblock Sns 5N \| \| \| 61,160 \| Westportal \| Westportal \| \| \| 61,52461,407 \| Fehlerprofil (−117 m) \| Fehlerprofil (−117 m) \| \| \| 62,150 \| Abzw Fritzens-Wattens 2 Fw Z2 \| Abzw Fritzens-Wattens 2 Fw Z2 \| |                      |                                         |                                         |
| Blockstelle | 43,853               | Abzw Knoten Stans Sns                   | Abzw Knoten Stans Sns                   |
| Strecke |                      | Selbstblock Sns 1N                      | Selbstblock Sns 1N                      |
| Tunnelanfang | 45,274               | Ostportal Abschnitt Stans – Terfens     | Ostportal Abschnitt Stans – Terfens     |
| Strecke (im Tunnel) | 48,338               | Selbstblock Sns 2N                      | Selbstblock Sns 2N                      |
| ehemaliger Dienststation / Betriebs- oder Güterbahnhof (im Tunnel) | 50,200               | Überholbf Vomp                          | Überholbf Vomp                          |
| Strecke (im Tunnel) | 51,435               | Selbstblock Sns 3N                      | Selbstblock Sns 3N                      |
| Strecke (im Tunnel) | 55,445               | Selbstblock Sns 4N                      | Selbstblock Sns 4N                      |
| Kilometer-Wechsel (im Tunnel) | 55,855               | Galerie Terfens                         | Galerie Terfens                         |
| Kilometer-Wechsel (im Tunnel) | 57,185               | Unterflurstrecke Fritzens – Baumkirchen | Unterflurstrecke Fritzens – Baumkirchen |
| Strecke (im Tunnel) | 58,820               | Selbstblock Sns 5N                      | Selbstblock Sns 5N                      |
| Tunnelende | 61,160               | Westportal                              | Westportal                              |
| Kilometer-Wechsel | 61,52461,407         | Fehlerprofil (−117 m)                   | Fehlerprofil (−117 m)                   |
| Blockstelle | 62,150               | Abzw Fritzens-Wattens 2 Fw Z2           | Abzw Fritzens-Wattens 2 Fw Z2           |

Der Terfener Tunnel bzw. Terfnertunnel ist ein 15.870 Meter langer Eisenbahntunnel der Neuen Unterinntalbahn in Tirol. Das zweigleisige Ingenieurbauwerk ist für Geschwindigkeiten bis 220 Kilometer pro Stunde zugelassen und auf der gesamten Länge mit einer festen Fahrbahn ausgestattet. Es setzt sich zusammen aus dem 10.570 Meter langen Tunnel Stans–Terfens, der 1.330 Meter langen Galerie Terfens sowie der 3.940 Meter langen Unterflurstrecke Fritzens–Baumkirchen. In seiner Mitte, etwa bei Streckenkilometer 50,2, ist der Tunnel für einen nachträglichen Bau des Überholbahnhofs Vomp aufgeweitet.

## Zwischenfall
Am Abend des 7. Juni 2023 kam es im Tunnel beim Nightjet 40420/420 zu einem Brand auf einem Autoreisezugwagen. Ein Aufstelldach eines am oberen Deck verladenen, gegen Zugfahrrichtung orientierten Campingbus Mercedes-Benz Vito hatte sich aufgeklappt und war in Kontakt mit der Bahnstrom-Oberleitung (Spannung: 15 kV) geraten. Das Fahrzeug und ein im Deck unter dem Campingbus verladenes Fahrzeug brannten aus. Der mit 151 Reisenden besetzte Zug stoppte im Tunnel (bei Fritzens) und wurde durch 700 Einsatzkräfte über die Notausstiege unter Zuhilfenahme von Fluchthauben evakuiert. Es gab 33 durch Rauchgasvergiftung verletzte Personen. Ein ähnlicher Unfall ereignete sich 2011 im Simplontunnel.